# Бове (аэропорт)
Аэропорт Бове́ (фр. Aéroport de Beauvais-Tillé) — гражданский аэропорт, расположенный на северо-западе Франции на территории коммуны Тийе. Несмотря на значительное расстояние от Парижа (примерно 70 км от центра города, по сравнению с 15 км у аэропорта Орли и 25 — у аэропорта Шарля-де-Голля) использующие аэропорт Бове авиакомпании в рекламных целях называют его Париж — Бове. 
Аэропорт Бове — десятый по загруженности аэропорт во Франции по состоянию на 2024 год. Он обслуживает чартерные и низкобюджетные рейсы. В ночное время (с полуночи до 5:00) аэропорт не осуществляет прием и отправку самолётов в соответствии с требованиями национального законодательства. 
Инфраструктура аэропорта Бове является собственностью ассоциации SMABT, объединяющей О-де-Франс, департамент Уаза и агломерацию Бове. Аэропорт находится под управлением SAGEB, которой владеет Торгово-промышленная палата Уаза на 51 %, а Transdev на 49 %.

## История

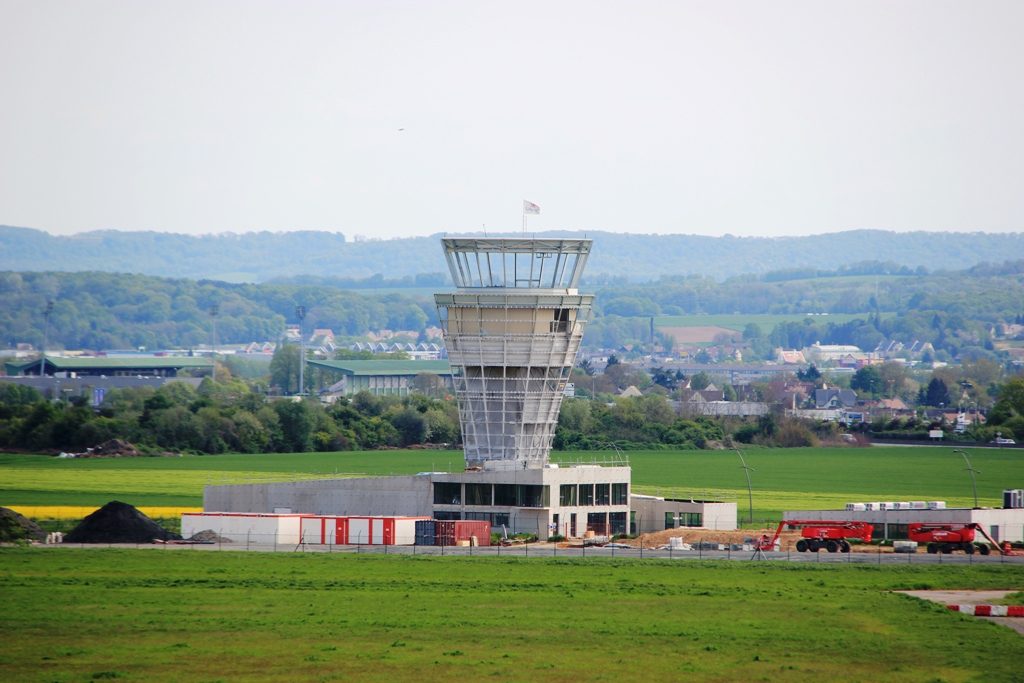
Вторая диспетчерская башня аэропорта Бове в стадии строительства, 2016 год

Аэродром был построен в 1930-е годы и открыт в 1937 году, во время войны использовался люфтваффе, после — как база НАТО. В 1953 году аэродром был передан в частные руки и в 1956-м открыт в качестве гражданского аэропорта. С 1960 по 1970 год небольшие британские авиакомпании выполняли отсюда рейсы в Великобританию.
В ноябре 1979 года был открыт первый пассажирский терминал, в декабре 2010 – второй. Первая диспетчерская башня была введена в эксплуатацию в 1962 году, вторая – в январе 2019. 
С 1 мая 1997 года из аэропорта начал выполнять ежедневные рейсы в Дублин первый иностранный лоукостер – Ryanair. C 2004 года в расписание добавились регулярные рейсы лоукостера Wizz Air в Будапешт и Катовице. 
По состоянию на 2018 год аэропорт использовали пять авиакомпаний, из которых на долю Ryanair и Wizz Air приходилось 96% полетов, в 2025 году 85% всех пассажирских перевозок выполнял Ryanair. В 2024 году компания EasyJet объявила о планируемом прекращении полетов в аэропорт Бове. 

## Авиакомпании

Направления рейсов из аэропорта Бове в ноябре 2013 года

По состоянию на июль 2025 года аэропорт обслуживает рейсы следующих авиакомпаний:
- HiSky
- Ryanair
- Volotea
- Wizz Air
- SkyUp

## Показатели загруженности аэропорта

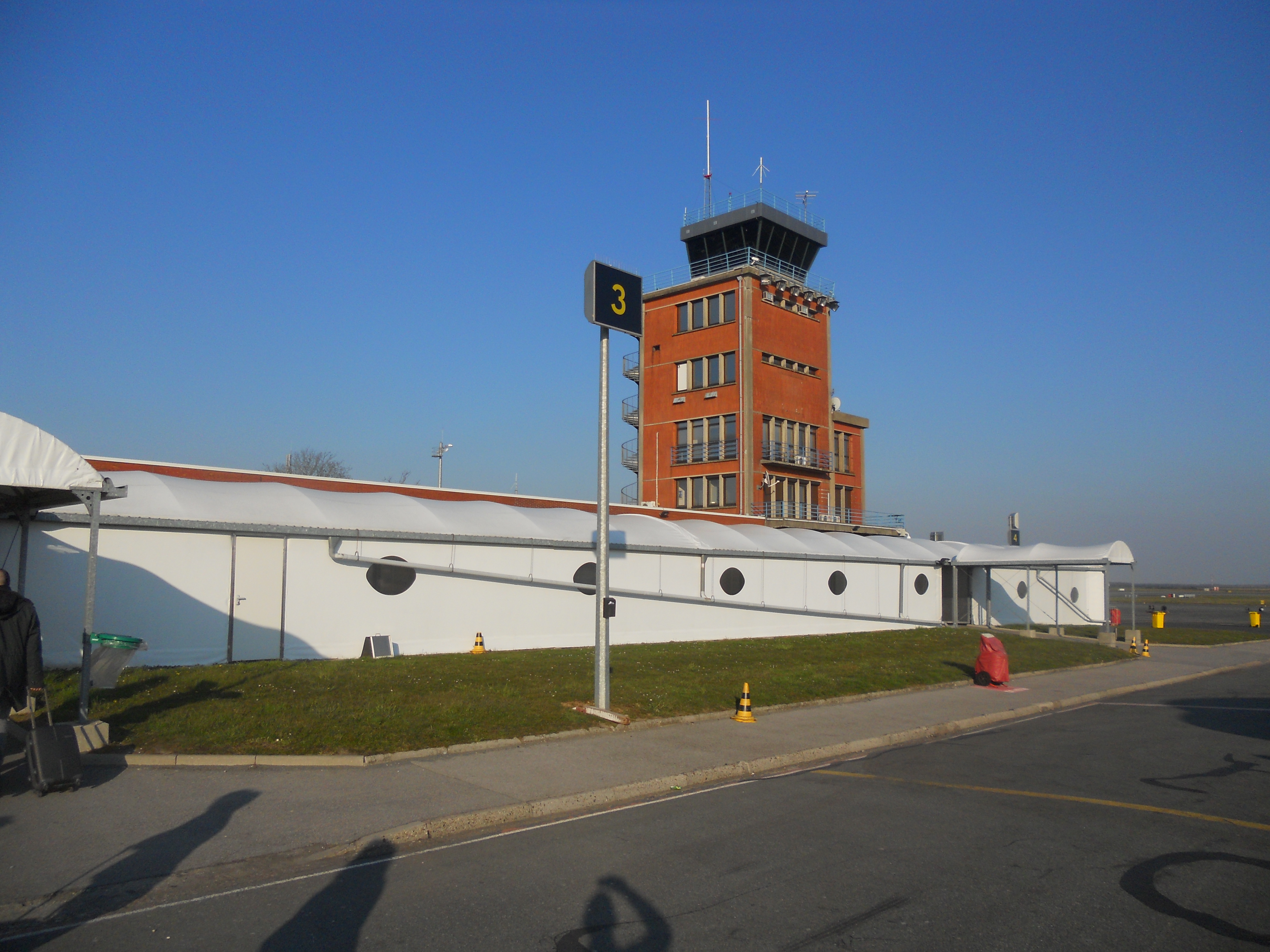
Вид на аэропорт Бове

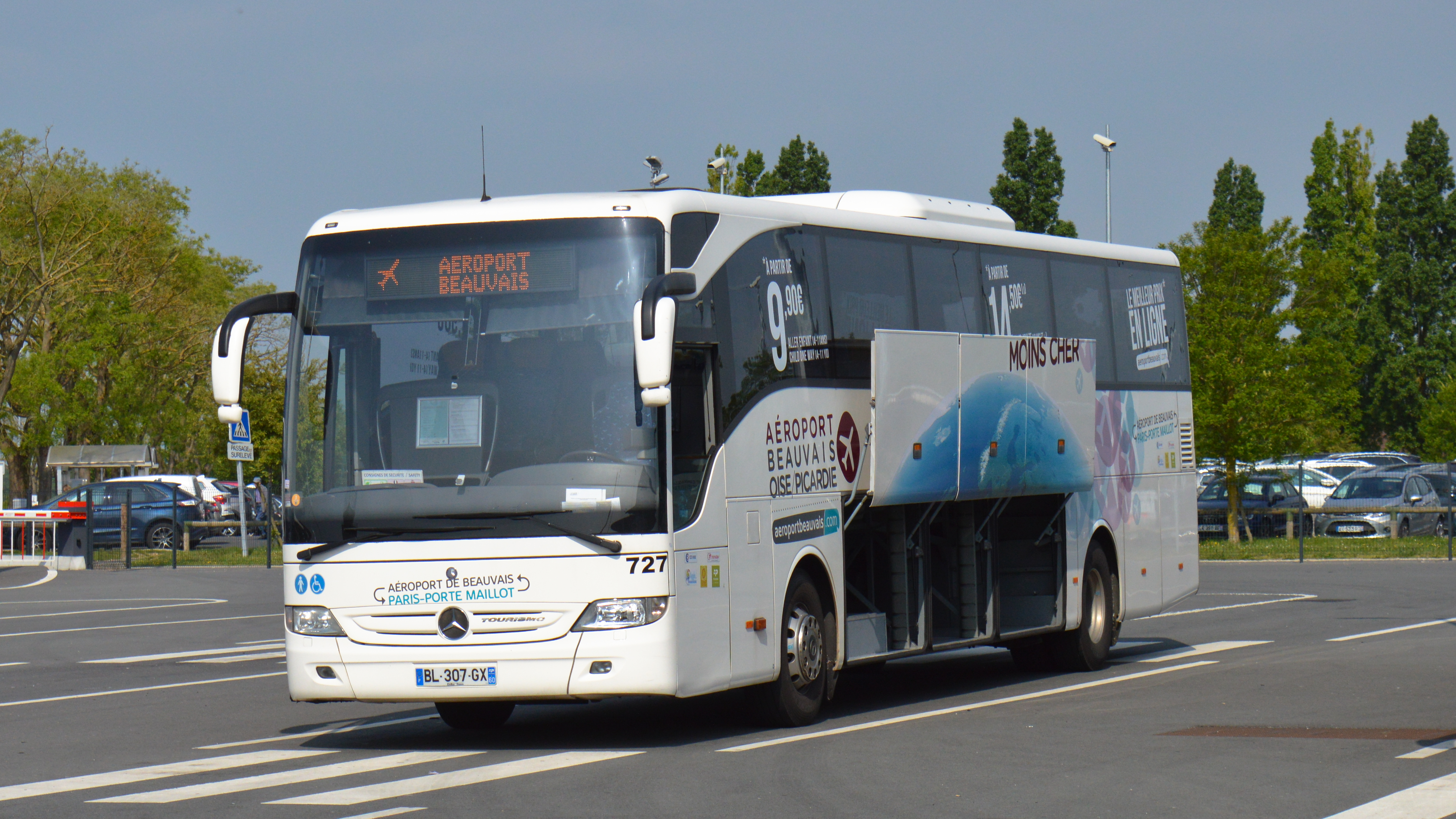
Шаттл из Парижа в аэропорт Бове

| Год  | Число пассажиров | Темп прироста | Количество вылетов | Темп прироста | Грузовые перевозки, т | Темп прироста |
| ---- | ---------------- | ------------- | ------------------ | ------------- | --------------------- | ------------- |
| 1996 | 64 000           | -             | -                  | -             | -                     | -             |
| 1997 | 209 180          | ▲ 226,8 %     | -                  | -             | 669                   | -             |
| 1998 | 260 267          | ▲ 24,4 %      | -                  | -             | 398                   | ▼ 40,5 %      |
| 1999 | 388 836          | ▲ 49,4 %      | -                  | -             | 647                   | ▲ 62,6 %      |
| 2000 | 387 962          | ▼ 0,2 %       | 37 800             | -             | 747                   | ▲ 15,5 %      |
| 2001 | 423 520          | ▲ 9,2 %       | 30 042             | ▼ 20,5 %      | 324                   | ▼ 56,6 %      |
| 2002 | 677 857          | ▲ 60,2 %      | 30 759             | ▲ 2,4 %       | 105                   | ▼ 67,6 %      |
| 2003 | 969 445          | ▲ 43,03 %     | 28 507             | ▼ 7,3 %       | 70                    | ▼ 33,3 %      |
| 2004 | 1 427 595        | ▲ 47,26 %     | 29 709             | ▲ 4,2 %       | 170                   | ▲ 142,9 %     |
| 2005 | 1 848 484        | ▲ 29,48 %     | 31 337             | ▲ 5,5 %       | 196                   | ▲ 15,3 %      |
| 2006 | 1 887 971        | ▲ 2,14 %      | 35 685             | ▲ 13,9 %      | 215                   | ▲ 9,7 %       |
| 2007 | 2 155 633        | ▲ 14,18 %     | 31 549             | ▼ 11,6 %      | 65                    | ▼ 69,8 %      |
| 2008 | 2 484 635        | ▲ 15,26 %     | 33 724             | ▲ 6,9 %       | 6                     | ▼ 90,8 %      |
| 2009 | 2 591 864        | ▲ 4,32 %      | 32 777             | ▼ 2,08 %      | 0                     | ▼ 100 %       |
| 2010 | 2 931 796        | ▲ 13,12 %     | 36 517             | ▲ 11,04 %     | 0                     | ▬ 0,0 %       |
| 2011 | 3 677 794        | ▲ 25,45 %     | 37 657             | ▲ 3,01 %      | 0                     | ▬ 0,0 %       |
| 2012 | 3 862 562        | ▲ 5 %         | 35 999             | ▼ 4,04 %      | 0                     | ▬ 0,0 %       |
| 2013 | 3 952 908        | ▲ 2,34 %      | 37 737             | ▲ 4,82 %      | 0                     | ▬ 0,0 %       |
| 2014 | 4 024 201        | ▲ 1,8 %       | 35 315             | ▼ 6,42 %      | 0                     | ▬ 0,0 %       |
| 2015 | 4 331 067        | ▲ 7,62 %      | 33 625             | ▼ 4,81 %      | 0                     | ▬ 0,0 %       |
| 2016 | 3 997 856        | ▼ 7,7 %       | 25 224             | ▼ 9 %         | 0                     | ▬ 0,0 %       |
| 2017 | 3 647 522        | ▼ −8.8 %      | 31 159             | ▼ –10,73 %    | 0                     | ▬ 0,0 %       |
| 2018 | 3 787 086        | ▲ 3,8 %       | 32 400             | ▲ 3,98 %      | 0                     | ▬ 0,0 %       |
| 2019 | 3 983 250        | ▲ 5,2 %       | 33 222             | ▲ 2,54 %      | 0                     | ▬ 0,0 %       |
| 2020 | 1 258 180        | ▼ –68,41 %    | 16 918             | ▼ –49,08 %    | 0                     | ▬ 0,0 %       |
| 2021 | 2 073 643        | ▲ 64,81 %     | 24 182             | ▲ 42,94 %     | 0                     | ▬ 0,0 %       |
| 2022 | 4 614 424        | ▲ 122,53 %    | 28 988             | ▲ 19,87 %     | 0                     | ▬ 0,0 %       |
| 2023 | 5 638 955        | ▲ 22,2 %      | 33 745             | ▲ 16,41 %     | 0                     | ▬ 0,0 %       |
| 2024 | 6 557 505        | ▲ 16,29 %     | 39 200             | ▲ 16,17 %     | 0                     | ▬ 0,0 %       |

## Транспортная доступность
- Шаттл со станции Порт-Майо в Париже
- С Северного вокзала Парижа (станция метро Гар дю Нор, RER — Magenta) региональный экспресс TER до города Бове, далее на такси или рейсовом автобусе
- На автомобиле по трассам A16, A15, A115, N31
- На такси из Амьена.

## Интересные факты
- Аэропорт регулярно возглавляет рейтинг худших аэропортов во Франции и входит в десять худших в мире аэропортов для ночевки по версии сайта Sleeping in Airports[11]
- По данным сайта oag.com аэропорт Бове в 2013 году являлся одним из самых пунктуальных в мире[12][13]. Однако уже в 2024 году по данным Kayak он оказался одним из  худших по пунктуальности во Франции со средним временем задержки вылета в 26 минут[14].